# Abraham Nemeth
Abraham Nemeth (Nova Iorque, 16 de outubro de 1918 — Southfield, 2 de outubro de 2013) foi um matemático americano e inventor. Abraham foi professor de Matemática na Universidade de Detroit Mercy, em Detroit, Michigan. Nemeth era cego, e era conhecido por desenvolver um sistema para pessoas cegas a ler e escrever matemática.
Desenvolveu o código Nemeth Braille para Matemática e Ciência, que foi publicado em 1952.